# Sturla Ásgeirsson
Sturla Ásgeirsson (ur. 20 lipca 1980 w Rejkiaviku) – islandzki piłkarz ręczny występujący w niemieckim HSG Düsseldorf. W 2008 roku wystąpił na Igrzyskach Olimpijskich w Pekinie, gdzie jego drużyna zdobyła srebrny medal. Podczas mistrzostw Europy w 2010, w Austrii zdobył brązowy medal.
W 2008 otrzymał Krzyż Kawalerski Orderu Sokoła Islandzkiego.

## Sukcesy
- 2010: III miejsce mistrzostw Europy, (Austria)
- 2008: wicemistrzostwo Olimpijskie, (Pekin)